# Pressi
Pressi – wieś w Estonii, w prowincji Võru, w gminie Haanja.